# Zak Mulligan
Zak Mulligan est un directeur de la photographie américain pour le cinéma et la télévision,. Il est surtout connu pour son travail sur Le Haut du panier, We the Animals, The Outsider et Open Heart,.

## Carrière
Mulligan est né et a grandi dans l'Ohio. Il a commencé sa carrière cinématographique à New York après ses études de photographie  à l'Université d'État de l'Arizona. En 2010, il a remporté le prix de la meilleure photographie au Festival du film de Sundance pour son film Obselidia. En 2015, Variety l'a classé parmi les « 10 directeurs de la photographie à surveiller ». À la télévision, il a notamment travaillé sur la série HBO The Outsider avec Jason Bateman et Ben Mendelsohn. Sa collaboration avec le réalisateur Jeremiah Zagar a donné naissance à deux films : Le Haut du panier (2022) avec Adam Sandler et We the Animals (2018)ce dernier ayant été présenté en première à Sundance et nommé pour la meilleure photographie aux Film Independent's Spirit Awards. Il est membre de l' International Cinematographers Guild (ICG) et de l'Academy of Motion Picture Arts and Sciences (AMPAS),.

## Vie personnelle
Mulligan vit à New York avec sa femme, la designer Jessica Walsh.

## Filmographie
- 2025 : Happy Gilmore 2 de Kyle Newacheck
- 2022 : Le Haut du panier (Hustle) de Jeremiah Zagar
- 2020 : The Most Dangerous Animal of All de Kief Davidson, Ross Dinerstein
- 2020 : The Outsider de Richard Price
- 2020 : Sundays at the Triple Nickel de Jess Colquhoun, Adam Rachlitz
- 2018 : We the Animals de Jeremiah Zagar
- 2018 : Julian Got the Part de Yuta Silverman
- 2018 : ReMastered: Who Shot the Sheriff?
- 2017 : Traces: Hypnotized
- 2016 : Custody de James Lapine
- 2015 : For Justice de René Balcer
- 2015 : Bleeding Heart de Diane Bell
- 2014 : House of Cards de Beau Willimon
- 2014 : The Sisterhood of Night de Caryn Waechter
- 2014 : 7 Deadly Sins
- 2013 : King Theodore Live de Jase Miles-Perez
- 2013 : Blumenthal de Seth Fisher
- 2013 : Always a Fire de Nathan Caswell, Jeremiah Zagar
- 2013 : Futurestates
- 2012 : Open Heart de Kief Davidson
- 2012 : Emergency
- 2012 : Chappo: 5-0
- 2012 : Future Weather de Jenny Deller
- 2011 : I'm Not Me Film
- 2010 : Obselidia de Diane Bell
- 2009 :  ReRun
- 2009 : You're Gonna Feel Funny After
- 2007 : Coney Island
- 2007 : Getting Back
- 2007 : A Piece of America
- 2006 : Underdogs
- 2006 : Pillow Talk
- 2006 : Promenade
- 2006 : The Rehearsal
- 2006 : Killing Killian
- 2006 : Purity